# Jugulator (zoogdier)
Jugulator is een geslacht van uitgestorven zoogdieren dat in het Midden-Krijt in Noord-Amerika leefde. Het geslacht omvat als enige soort J. amplissimus.

## Fossiele vondsten
Jugulator is bekend van afzonderlijke tanden en kaakbeenderen uit de Cedar Mountain-formatie in de Amerikaanse staat Utah. De fossiele resten zijn gevonden in de Mussentuchit Member, die dateert uit het Albien (112-99 miljoen jaar geleden). Het dier werd in 1998 beschreven. In de Cedar Mountain-formatie zijn naast dinosauriërs zoals Utahraptor diverse fossielen van zoogdieren gevonden. De formatie toont een overgangsfauna met diverse triconodonten, de dominante groep van het Vroeg-Krijt, multituberculaten en theriërs. De laatste twee groepen domineerden de zoogdierfauna's van Laurasia in het Laat-Krijt.

## Kenmerken
Jugulator had een geschat gewicht van 750 gram. Het was een carnivoor met kleine gewervelden, zoals hagedissen, kleine dinosauriërs en kleine zoogdieren, als prooidieren.

## Verwantschap
Bij de beschrijving werd Jugulator ingedeeld bij de onderfamilie Alticonodontinae in familie Triconodontidae van de Eutriconodonta. Bij latere fylogenetische studies werd de soort gezien als het zustertaxon van de Volaticotherini en verondersteld wordt daarom dat Jugulator mogelijk net als de soorten uit die groep een zweefvlieger was. 